# 瓜蘭巴雷
瓜蘭巴雷（西班牙語：Guarambaré），是巴拉圭的城鎮，位於該國西部，由中央省負責管轄，距離亞松森28公里，始建於1538年，面積29平方公里，海拔高度105米，2002年人口16,687，人口密度每平方公里575.41人。

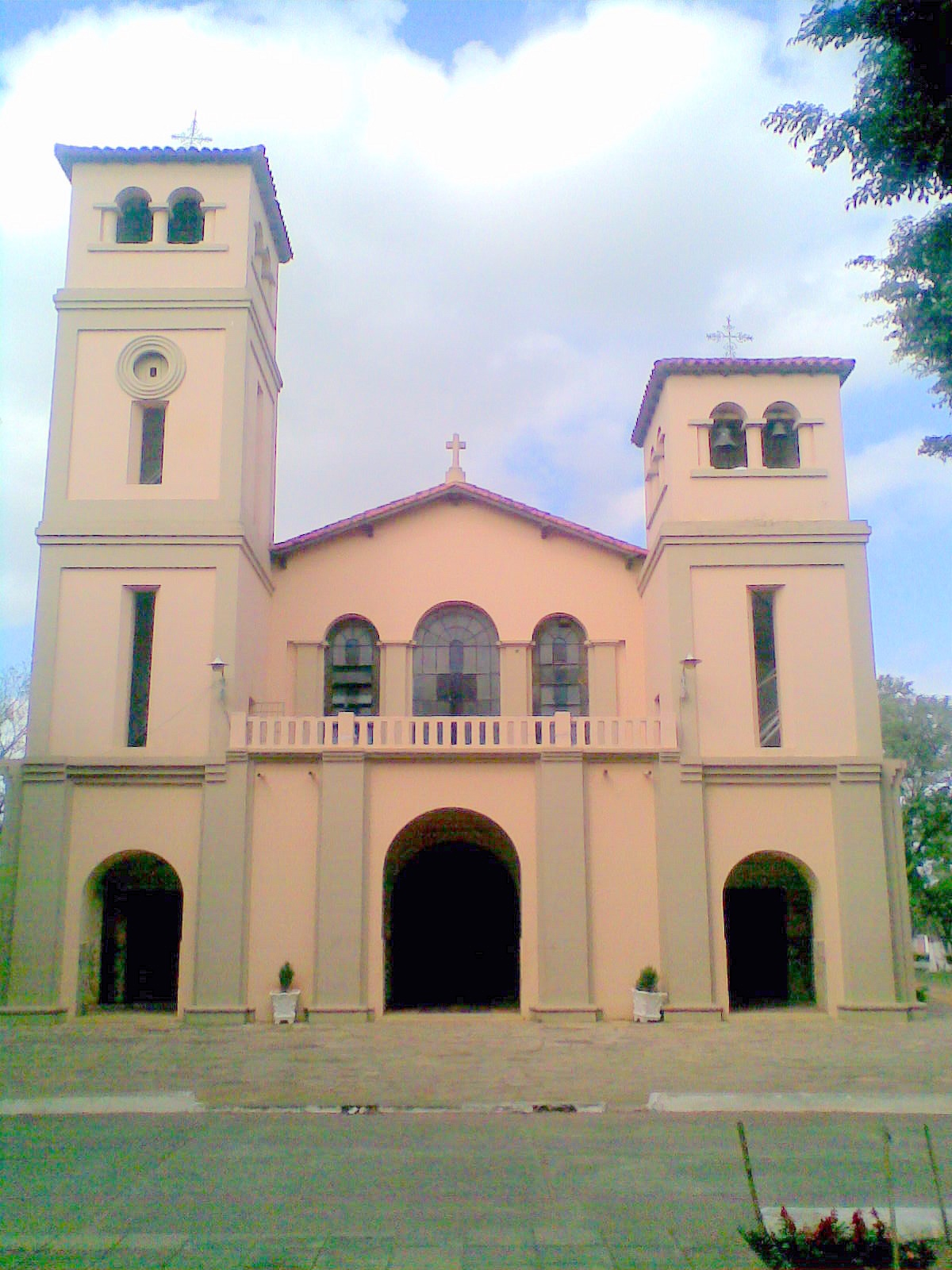

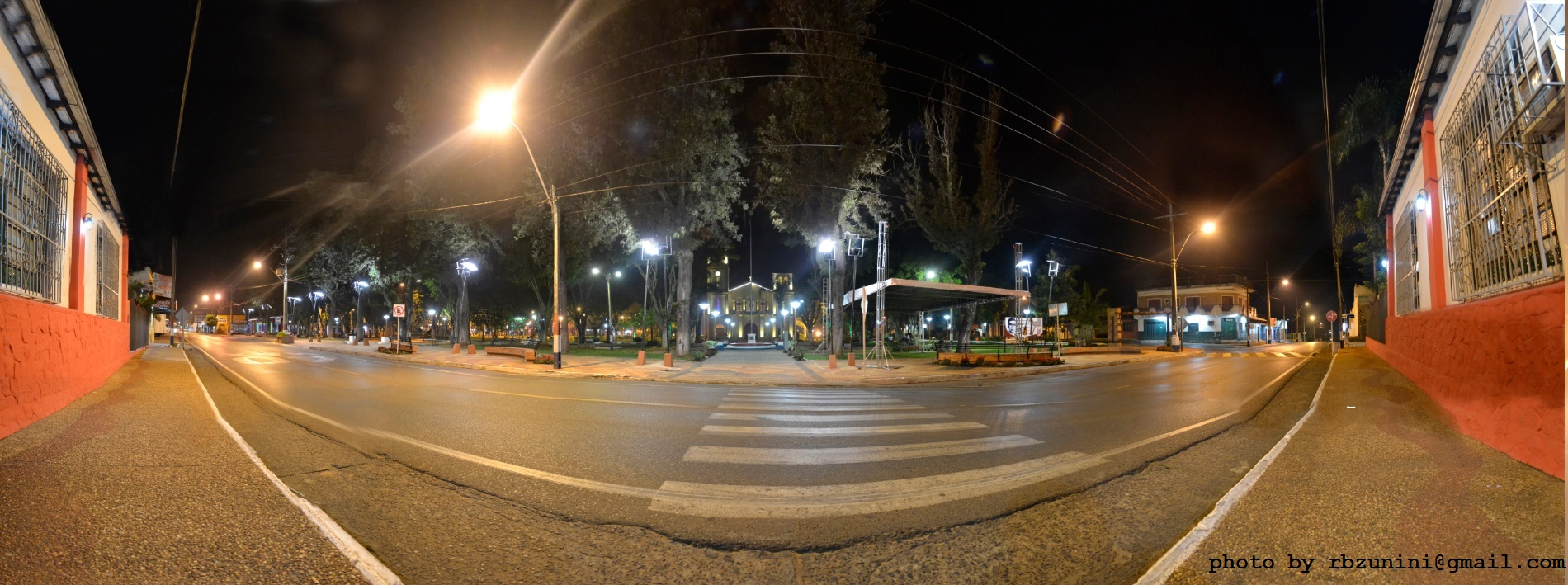

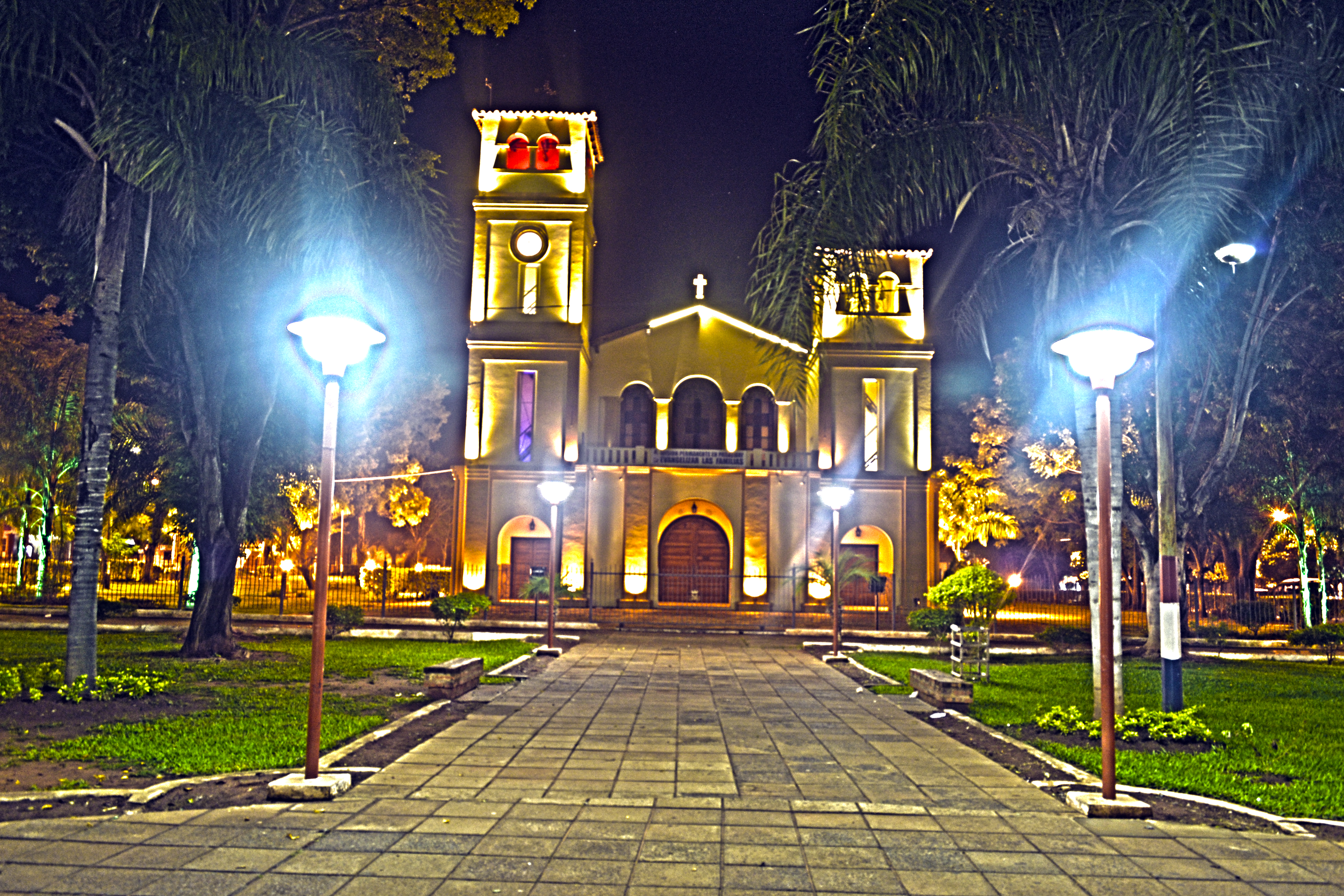

25°29′00″S 57°28′00″W / 25.48333°S 57.46667°W